# Réfutation des sectes
La Réfutation des sectes ou Réfutation de fausses doctrines (arménien : Եղծ աղանդոց) est une œuvre remarquable de la littérature arménienne ancienne, écrite au milieu du Ve siècle par Eznik de Kolb.

## Contenu
C'est le seul ouvrage conservé d'Eznik de Kolb (Eznik Koghbatsi). Il a été écrit au milieu des années 440. Il s'agit d'un ouvrage polémique, s'inscrivant dans le contexte de la diversité idéologique de l’Arménie ancienne et du Moyen-Orient et de la confrontation entre le christianisme et le paganisme. La Réfutation des sectes a pour principal objectif la fondation philosophique du christianisme et la réfutation des dogmes païens et non chrétiens.  
C'est une œuvre se rattachant à la patristique, un monument précieux de la pensée philosophique et socio-politique arménienne, et qui contient des informations précieuses sur le paganisme arménien, le dualisme iranien, la philosophie grecque et l'hérésie marcionite. Koghbatsi critique sévèrement les croyances et les superstitions païennes, donne une explication scientifique à un certain nombre de phénomènes naturels, rejette l'idée du destin et prêche la nécessité d'une lutte entre le bien et le mal.  
Sa pensée fait écho à la lutte du peuple arménien contre le joug sassanide et l’oppression religieuse, et sert ainsi le fondement idéologique à la révolte de Vardan II Mamikonian et à la bataille d’Avarayr. L'ouvrage a une grande valeur littéraire, et il s'agit d'une des meilleures œuvres en arménien classique. 

## Publication
L'original est conservé dans une copie manuscrite unique de 1280. Il a été publié pour la première fois à Izmir en 1762 par G. Nalian, la deuxième édition a été publiée en 1826 à Venise par A. Bagratuni. Il est traduit et publié en français (Paris, 1853 et 1959 ), en allemand (Vienne, 1900, Munich, 1927), en russe (Erevan, 1968 ). La dernière édition a été publiée à Erevan en 2008. 